# S-волна
S-волны представляют собой тип упругих волн. Название S-волны связано с английским «shear waves» — сдвиговые волны или волна сдвига (рисунок 1). Так как модуль сдвига в жидкостях и газах равен нулю, то S-волны могут проходить только через твёрдые тела. В случаях, когда упругость не проявляется (например, в несжимаемой жидкости), в них распространяются  вязкие волны.

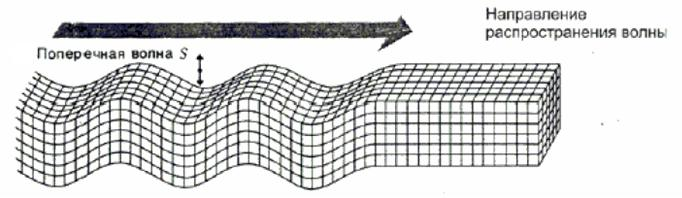
Рис. 1. Движение в поперечной волне

## Основные свойства
Это поперечная волна, вектор её распространения перпендикулярен вектору поляризации. На рисунке 2 можно наблюдать поляризацию S-волны и видно, что из условия перпендикулярности вектору поляризации возникает два решения для волнового вектора для SH-волны и SV-волны, также там изображены и вектора распространения.

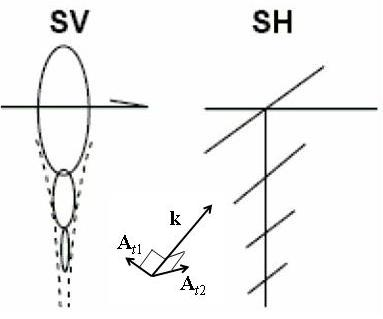
Рис. 2. Поляризация S-волн и направления волновых векторов

Уравнение на смещение для плоской гармонической волны SV, где А — амплитуда падающей волны:
{\displaystyle u_{SV}=A{\begin{pmatrix}\cos {j}\\0\\\sin {j}\end{pmatrix}}\exp \left[i\omega \left({\frac {\sin {j}}{v_{s}}}x-{\frac {\cos {j}}{v_{s}}}z-t\right)\right].}
Уравнение на смещение для плоской гармонической волны SH, где А — амплитуда падающей волны:
{\displaystyle u_{SH}=A{\begin{pmatrix}0\\1\\0\end{pmatrix}}\exp \left[i\omega \left({\frac {\sin {j}}{v_{s}}}x-{\frac {\cos {j}}{v_{s}}}z-t\right)\right].}
Скорость волн S в однородной изотропной среде выражается:
{\displaystyle v_{s}={\sqrt {\frac {\mu }{\rho }}}={\sqrt {\frac {E}{2(1+\nu )\rho }}},}
где {\displaystyle \mu } — модуль сдвига (модуль жёсткости, иногда обозначается как {\displaystyle G} и также называется параметром Ламе),
{\displaystyle \rho } — плотность среды, через которую проходит волна.
Из формул видно, что скорость зависит от изменения {\displaystyle \mu ,} {\displaystyle E} — модуль Юнга и {\displaystyle \nu } — коэффициента Пуассона. При расчётах должны использоваться адиабатические модули упругости.

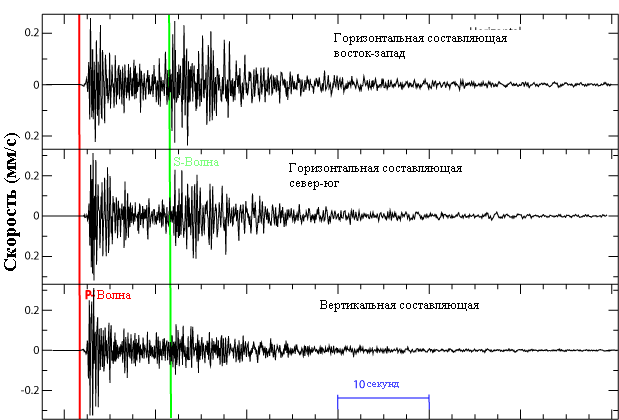
Рис. 3. Сейсмограмма землетрясения

Типичные значения для скоростей S-волн во время землетрясений находятся в диапазоне от 2,5 до 5 км/с. Скорость поперечной волны всегда меньше скорости продольной волны, что видно на сейсмограммах (рисунок 3). В отличие от Р-волны, S-волна не может проходить через расплавленное внешнее ядро Земли, и это приводит к существованию теневой зоны для S-волн. Но они ещё могут появиться в твёрдом внутреннем ядре, так как возникают при преломлении Р-волны на границе расплавленного и твёрдого ядра, что называется разрывом Леманн, возникающие S-волны затем распространяются в твёрдой среде. И затем S-волны преломляются по границе, и они снова в свою очередь создают P-волны. Это свойство позволяет сейсмологам определять свойства внутреннего ядра.

## Преломление S-волны на границе двух упругих сред
Для анализа волнового поля в реальных средах необходимо учитывать наличие границ между средами с разными упругими постоянными и свободную поверхность. На границе S двух однородных сред из условия отсутствия деформации получаем два непрерывных граничных условия
{\displaystyle \mathbf {u} (\mathbf {r} )|_{S_{-}}=\mathbf {u} (\mathbf {r} )|_{S_{+}},}
{\displaystyle {\hat {\sigma }}{\mathbf {n} }|_{S_{-}}={\hat {\sigma }}{\mathbf {n} }|_{S_{+}},}
где n — вектор нормали к границе S. Первое выражение соответствует непрерывности вектора смещения, а второе отвечает за равенство давлений с обеих сторон {\displaystyle S_{+}} и {\displaystyle S_{-}} на границе.
Так же как и для Р-волны, для волны типа SV существует 4 типа волн, порождаемых падением волны SV на поверхность двух сред — это две преломлённые Р, SV волны и две отражённые Р, SV волны, но для падающей на границу двух сред SH волны этого не происходит, она не порождает волны другого типа поляризации, что и видно на рисунках 4, 5.

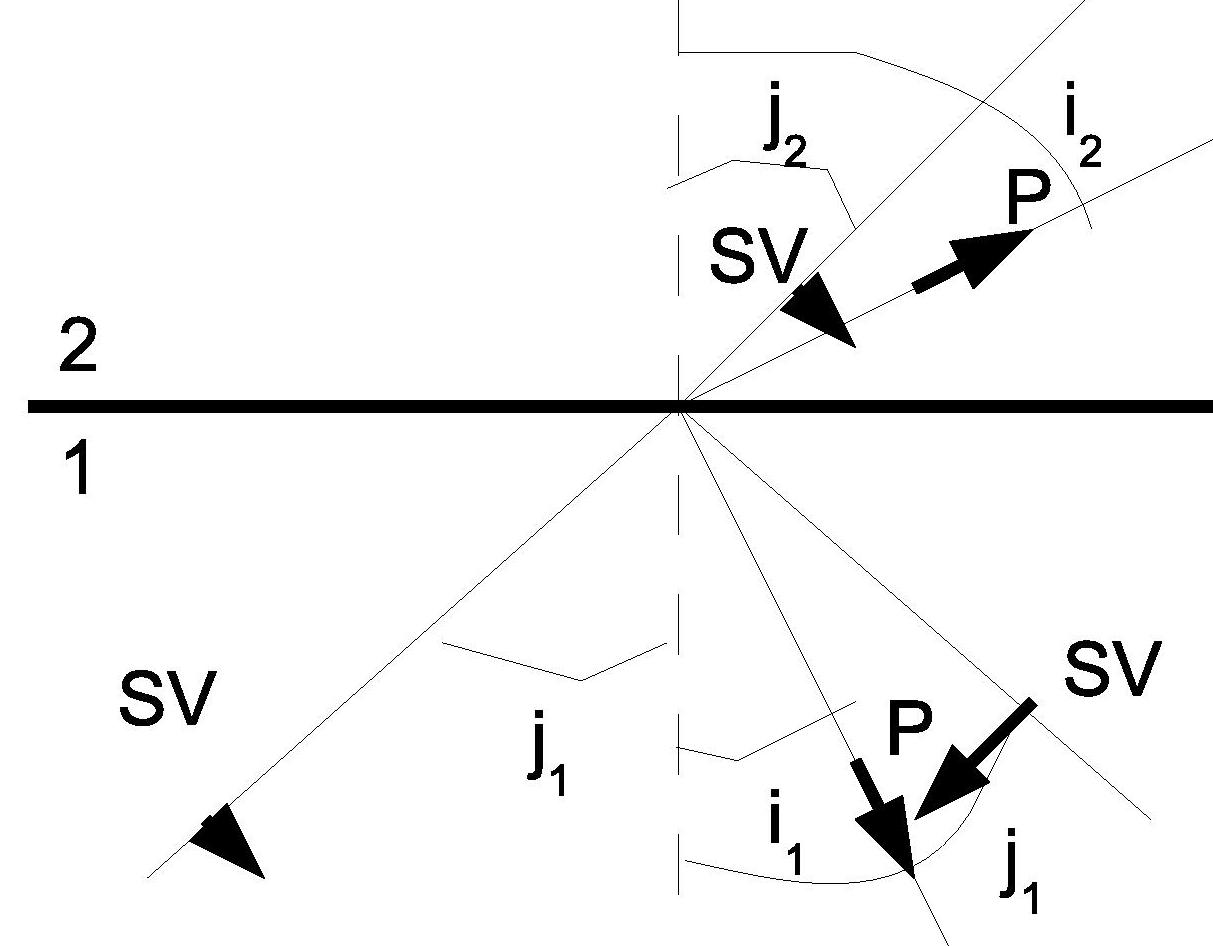
Рис. 4. Падение волны SV на границу двух сред

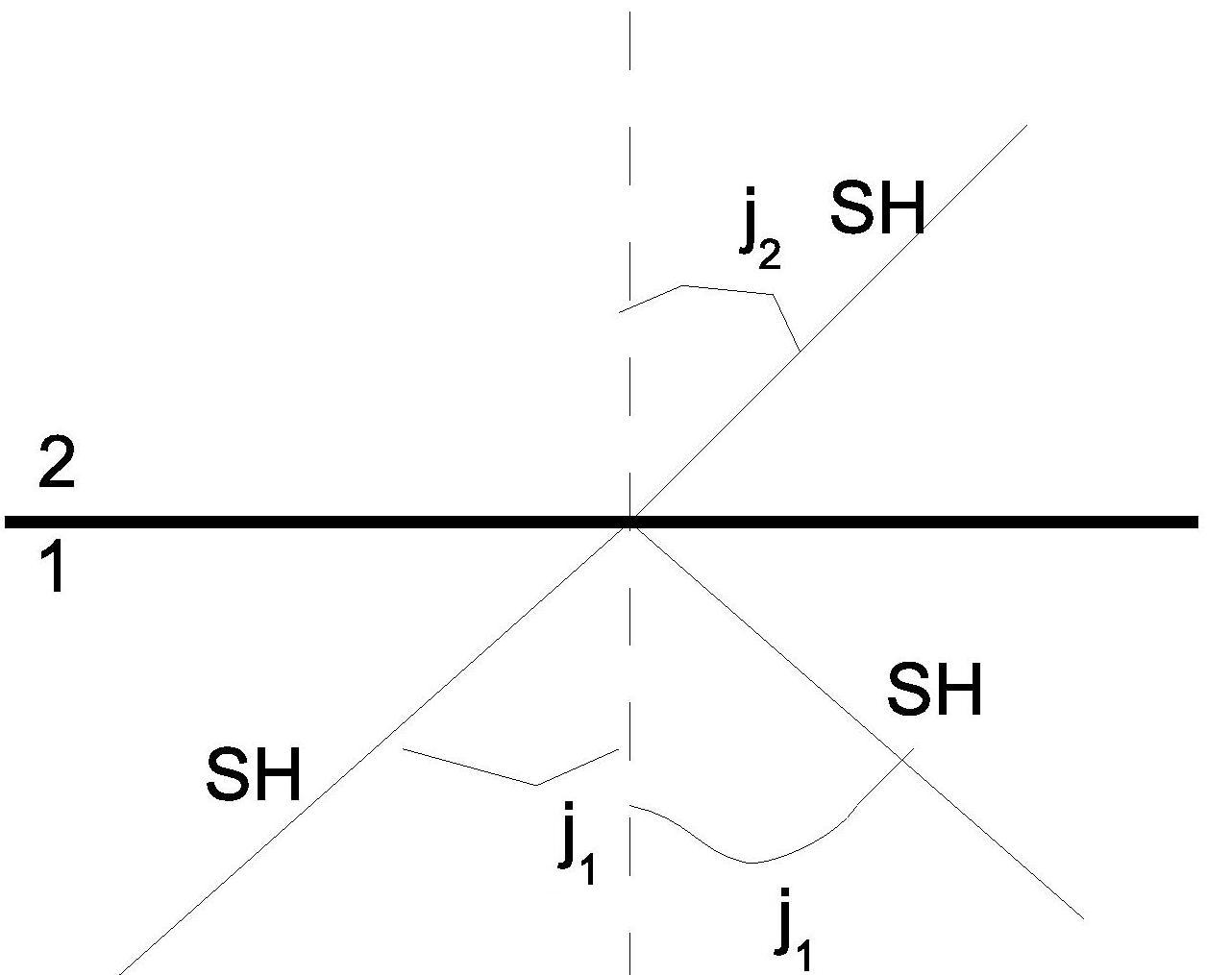
Рис. 5. Падение волны SH на границу двух сред

## Преломление S-волны на границе среда-вакуум
В случае, когда упругая среда граничит с вакуумом, вместо двух условий остаётся только одно граничное условие, выражающее тот факт, что давление на границу со стороны вакуума должно равняться нулю:
{\displaystyle \mathbf {u} (\mathbf {r} )|_{S}=0.}
Тогда в случае SV-волны, где А — это амплитуда падающей волны, {\displaystyle v_{s}} — скорость поперечной волны в среде, {\displaystyle v_{p}} — скорость продольной волны в среде, i — угол отражения моды P от моды SV, j — угол отражения моды SV от моды SV, получаем
{\displaystyle k_{sp}=A{\frac {2v_{p}/v_{s}\sin 2i\cos 2j}{(v_{p}/v_{s})^{2}\cos ^{2}2j+\sin 2j\sin 2i}},}
{\displaystyle k_{ss}=A{\frac {(v_{p}/v_{s})^{2}\cos ^{2}(2j)-\sin(2j)\sin(2i)}{(v_{p}/v_{s})^{2}\cos ^{2}(2j)+\sin(2j)\sin(2i)}}.}
{\displaystyle k_{ss}} — это коэффициент отражения моды SV от моды SV, {\displaystyle k_{sp}} — это коэффициент отражения моды P от моды SV.
Напишем теперь коэффициент отражения в случае волны SH, где А — это амплитуда падающей волны, {\displaystyle v_{s}} — скорость поперечной волны в среде, j — угол отражения моды SH от моды SH и {\displaystyle k_{sh-sh}} — это коэффициент отражения SH в SH:
{\displaystyle k_{sh-sh}=A,}
что говорит о том, что вся волна отражается при падении на свободную границу.